# Voksne piger på spring
Voksne piger på spring er en fransk komedie instrueret af Mona Achache, der blev udgivet i 2014. Filmen blev præsenteret for første gang i på Alpe d'Huez International Comedy Film Festival. 

## Handling
Marie, som er sagsbehandler på arbejdsformidlingen, vågner op en morgen med en underlig følelse: Hun følger sig kvalt i sit forhold til Éric, hendes partner gennem 14 år. Hvad skal man gøre? Forlade ham og være alene, 30 år gammel, eller forblive i et forhold, der ikke længere er tilfredsstillende? Maries valg er modigt, men ikke nødvendigvis det bedste. . . 

## Medvirkende
- Camille Chamoux : Marie
- Audrey Fleurot : Sandra
- Joséphine de Meaux : Judith
- Anne Brochet : Gwen
- Naidra Ayadi : Myriam
- Olivia Côte : Véro
- Franck Gastambide : Éric
- Samuel Benchetrit : Martin
- Josiane Balasko : Brigitte, la mère de Marie
- Sam Karmann : Jacques, le père de Marie
- Camille Cottin : Émilie
- David Marsais : Olivier
- Grégoire Ludig : Marco
- Rachel Arditi : Virginie
- Marie Dompnier : Charlotte
- Stéphane De Groodt : M. Hublot
- Miljan Chatelain : Solal
- Maciej Patronik : Janusz
- Lolita Chammah : Marie 2
- Jean-Baptiste Puech : Oscar
- Mathieu Madénian : l'éternel demandeur d'emploi
- Adrien de Van : Jérôme
- Thomas Bidegain : le chauffeur de taxi
- Zoé Bruneau : la femme en larmes

## Omkring filmen
Voksne piger på spring udspringer af one-woman-showet af Camille Chamoux, Camille angriber, som skuespillerinden skrev sammen med Pauline Bureau. Producenterne af dette tilbyder en filmatisering, og Camille Chamoux skrev en første version af manuskriptet med Cécile Sellam.  

## Soundtrack
- Yuksek ft. Oh Land - Sidste af vores slags: aftenscene i lejligheden